# Màries
Els màries (o mòries) són un poble d'Assam, probablement descendents dels presoners musulmans fets a la primera part del segle xvi (en les invasions del 1532 i 1550), que es van establir al país i hi van restar. Altres aportacions ètniques no s'han pogut concretar.